# Джоел Кинаман
Джоел Кинаман (на английски: Joel Kinnaman) е шведски и американски актьор. 

## Биография и кариера
Кинаман е роден на 25 ноември 1979 г. в Стокхолм, Швеция. Майка му е еврейка, а татко му – американец. Бащата на актьора емигрира от Съединените щати по време на Войната във Виетнам. Джоел има двойно гражданство: Швеция и САЩ. Неговата доведена сестра Мелинда също е актриса. Кинаман прекарва една година в Тексас, където той научава английски до съвършенство. Среща американската актриса Оливия Мън.
Кинаман започва актьорската си кариера през 2002 г. Отначало играе само в шведски филми. След излизането на филма „Лесни пари“, става известен в целия свят. Популярен е още с филмите: „Мъжете, които мразеха жените“, „Лесни пари 2“, „Лола срещу“, „Секретна квартира“, „Робокоп“, „Среднощно преследване“ „Отряд самоубийци“. Една от значимите роли на Джоел Кинеман е на Франк Вагнер в поредицата „Йохан Фалк“ (2009-2013).

## Филмография
- Den osynlige (2002)
- Hannah med H (2003)
- Буря (2005)
- Tjenare kungen (2005)
- Арн – Рицарят тамплиер (2007)
- Andra Avenyn (2008)
- Arn: The Kingdom at Road's End (2008)
- В Твоите вени (2009)
- Йохан Фалк (2009-2013)
  - GSI – Gruppen for sarskilda insatser (2009)
  - Vapenbroder (2009)
  - National Target (2009)
  - Leo Gaut (2009)
  - Operation Naktergal (2009)
  - De fredlosa (2009)
  - De 107 patrioterna (2012)
  - Alla rans moder (2012)
  - Organizatsija Karayan (2012)
  - Spelets regler (2012)
  - Barninfiltratoren (2012)
  - Kodnamn Lisa (2013)
- Лесни пари (2010)
- Убийството (2011 – 2014)
- Мъжете, които мразеха жените (2011)
- Когато падне мрак 3D (2011)
- Секретна квартира (2012)
- Лесни пари 2 (2012)
- Лола срещу (2012)
- Лесни пари 3 (2013)
- Артур и Ланселот (2013)
- Къща от карти (2013 – 2016)
- Робокоп (2014)
- Knight of Cups (2015)
- Дете 44 (2015)
- Среднощно преследване (2015)
- Отряд самоубийци (2016)